# Cantonul Villiers-sur-Marne
Cantonul Villiers-sur-Marne este un canton din arondismentul Nogent-sur-Marne, departamentul Val-de-Marne, regiunea Île-de-France, Franța.

## Comune
| Comune             | Populație (1999) | Cod poștal | Cod INSEE |
| ------------------ | ---------------- | ---------- | --------- |
| Le Plessis-Trévise | 16 656           | 94 420     | 94 059    |
| Villiers-sur-Marne | 26 632           | 94 350     | 94 079    |